# Friedrich von Kleist (Kreisdirektor)
Friedrich von Kleist (* 5. Oktober 1746 in Potsdam; † 9. Februar 1820 in Rammenau) war preußischer Rittmeister und sächsischer Kreisdirektor des Querfurt’schen Kreises. Er war u. a. zuständig für die beiden sächsischen Ämter Dahme und Jüterbog. Seit dem 4. Juli 1800 war er Ritter des Johanniterordens.

## Leben

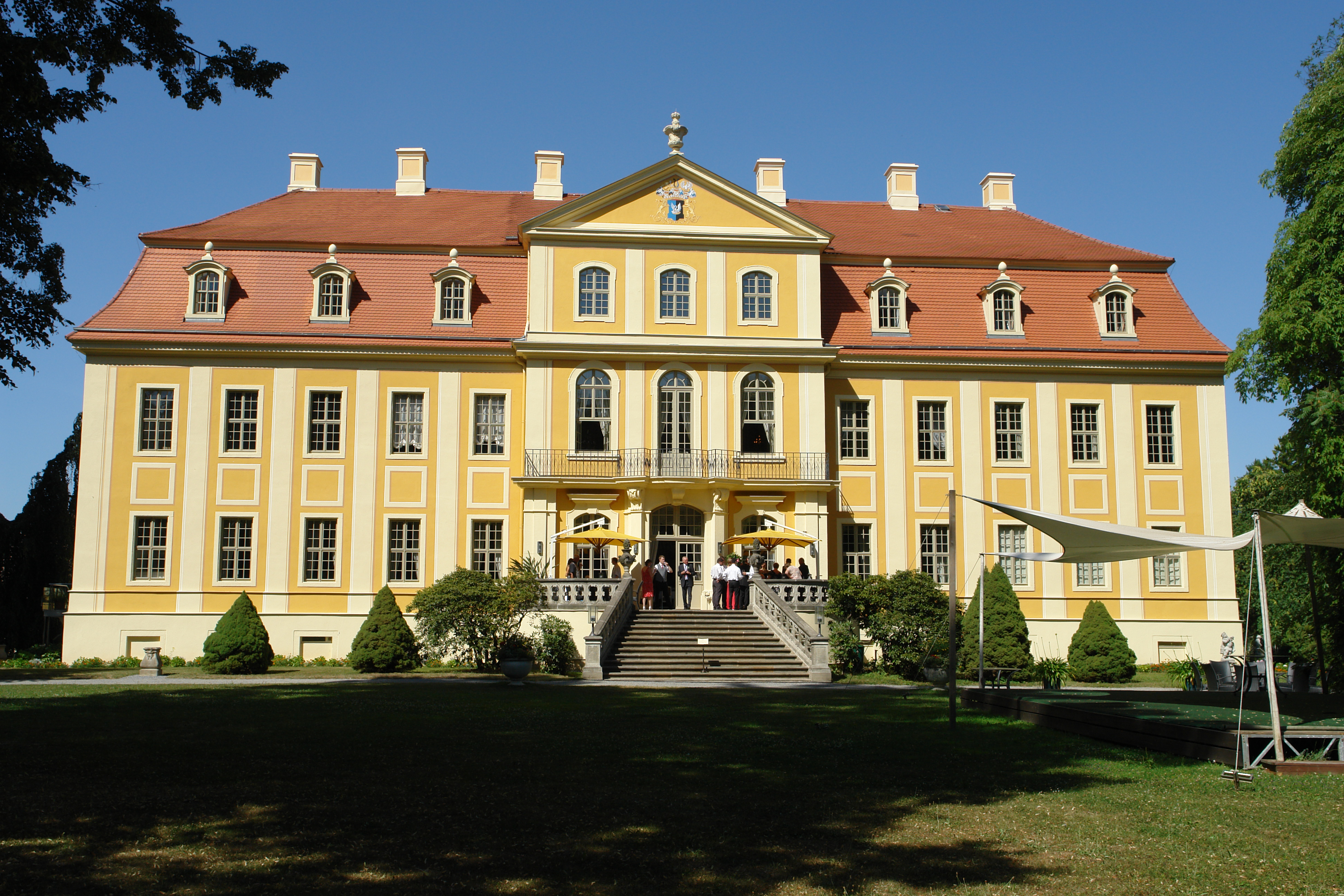
Barockschloss Rammenau – von 1794 bis 1820 im Besitz von Friedrich von Kleist

Friedrich von Kleist entstammte der alten pommerschen Adelsfamilie von Kleist. Er war der Sohn des preußischen Obristen der Garde und Ritters des Ordens Pour le Mérite, Karl Wilhelm von Kleist (1707–1766), und der Eva Eleonora Louise geborene von Schlomach (1726–1813) und wurde am 13. Oktober 1746 in der königlichen Hof- und Garnisonskirche in Potsdam evangelisch getauft. Seine Taufzeugen waren König Friedrich II. von Preußen, die beiden Prinzen Heinrich und Ferdinand von Preußen, der Herzog von Holstein, Prinz Ferdinand von Braunschweig, Graf Rothenburg und General von Borck und von Winterfeld.
Er wurde zunächst preußischer Offizier. Am 3. November 1774 nahm er als Rittmeister seinen Abschied und verwaltete eines der Güter seiner Mutter.
1783 heiratete er Friederike Theresia Amalie Gräfin von Hoffmannsegg. Durch die Heirat gelangte er in den Besitz der Güter Cunnersdorf, Friedrichsfelde und Schaudorf im Königreich Sachsen. Nach dem Tod seines Schwiegervaters zu Beginn des Jahres 1780 erbte dessen Sohn Johann Centurius Reichsgraf von Hoffmannsegg 1788 Schloss Rammenau. Dieser konnte aufgrund von Geldsorgen Rammenau nicht halten, so dass er im Jahre 1794 das Schloss an seinen Schwager Friedrich von Kleist verkaufte. Dieser behielt Rammenau bis 1820 und ließ das Innere dieses Barockschlosses im klassizistischen Stil verändern und den barocken Schlossgarten in einen englischen Landschaftspark verwandeln.
Nach dem Tod der Mutter 1813 erbte er aus deren umfangreichen Nachlass testamentarisch weitere Besitzungen. Kurz vor seinem Tod verkaufte er Rammenau an seinen Schwager zurück und setzte ihn auch als seinen Alleinerben ein. Seine Tochter, Auguste (1784–1858), setzte er auf den Pflichtteil.